# Masashi Shimamura
Masashi Shimamura (jap. 島村 征志, Shimamura Masashi; * 3. Juni 1971 in der Präfektur Kumamoto) ist ein ehemaliger japanischer Fußballspieler.

## Karriere
Shimamura erlernte das Fußballspielen in der Schulmannschaft der Ozu High School. Seinen ersten Vertrag unterschrieb bei Nagoya Grampus Eight. Der Verein spielte in der höchsten Liga des Landes, der J1 League. 1995 gewann er mit dem Verein den Kaiserpokal. Für den Verein absolvierte er 14 Erstligaspiele. Ende 1995 beendete er seine Karriere als Fußballspieler.

## Erfolge
Nagoya Grampus Eight
- Kaiserpokal

Sieger: 1995